# Mérindol-les-Oliviers
Mérindol-les-Oliviers är en kommun i departementet Drôme i regionen Auvergne-Rhône-Alpes i sydöstra Frankrike. Kommunen ligger i kantonen Buis-les-Baronnies som tillhör arrondissementet Nyons. År 2022 hade Mérindol-les-Oliviers 209 invånare.

## Befolkningsutveckling
Antalet invånare i kommunen Mérindol-les-Oliviers
Referens:INSEE